# Barrita de Pajón
Barrita de Pajón är en ort i Mexiko.   Den ligger i kommunen Mapastepec och delstaten Chiapas, i den sydöstra delen av landet, 800 km sydost om huvudstaden Mexico City. Barrita de Pajón ligger 9 meter över havet och antalet invånare är 375.
Terrängen runt Barrita de Pajón är mycket platt. Havet är nära Barrita de Pajón åt sydväst. Runt Barrita de Pajón är det ganska glesbefolkat, med 27 invånare per kvadratkilometer. Närmaste större samhälle är El Palmarcito, 16,2 km nordväst om Barrita de Pajón. Omgivningarna runt Barrita de Pajón är en mosaik av jordbruksmark och naturlig växtlighet.